# Norman I. Platnick
Norman I. Platnick   (Bluefield, 30 de desembre de 1951 - Filadèlfia, 8 d'abril de 2020) fou un aracnòleg estatunidenc i conservador del departament de zoologia d'invertebrats del Museu Americà d'Història Natural.
Doctorat per la Universitat Harvard el 1973, Platnick va descriure unes 1.800 d'espècies d'aranyes de moltes regions del món, que van des de les taràntules nanes d'Amèrica del Nord a les aranyes de cua blanca del gènere Lampona a Austràlia. Fou el responsable del World Spider Catalog (Catàleg mundial d'aranyes), una pàgina web del museu on s'emmagatzema literatura sobre aracnologia, i intenta mantenir una llista global i catalogada taxonòmicament de totes les espècies d'aranyes que han estat formalment descrites. El 2007 va rebre el premi Bonnet de la Societat internacional de aracnologia en reconeixement de la seva labor en aquest catàleg.

## Publicacions destacades
- Platnick, N.I. (1973): A Revision of the North American Spiders of the Family Anyphaenidae. Ph.D. thesis, Harvard University
- Gertsch, Willis J. & Platnick, N.I. (1979): A revision of the spider family Mecicobothriidae (Araneae, Mygalomorphae)." Am. Museum novitates 2687 Abstract, PDF
- Platnick, N. I. (1990): Spinneret Morphology and the Phylogeny of Ground Spiders (Araneae, Gnaphosoidea). Am. Museum Novitates 2978: 1-42. PDF (33Mb)
- Platnick, N. I., Coddington, J.A., Forster, R.R., and Griswold, C.I. (1991): Spinneret Morphology and the Phylogeny of Haplogyne Spiders (Araneae, Araneomorphae). Am. Museum Novitates 3016: 1-73. PDF (50Mb)
- Platnick, N. I. (1998): Advances in Spider Taxonomy 1992-1995, with Redescriptions 1940-1980. New York Entomological Society 976 pàgs.
- Griswold, C. I., Coddington, J.A., Platnick, N.I. & Forster, R.R. (1999): Towards a Phylogeny of Entelegyne Spiders (Araneae, Araneomorphae, Entelegynae). J. of Arachnology 27: 53-63. PDF
- Dimensions Of Biodiversity: Targeting Megadiverse Groups; vegeu l'historial i l'última versió. (from: Cracraft, J. & Aixeta, F.T. (eds.) (1999). The Living Planet In Crisis - Biodiversity Science and Policy. Columbia University Press.
- Platnick, N.I. (2000): A Relimitation and Revision of the Australasian Ground Spider Family Lamponidae (Araneae: Gnaphosoidea). Bulletin of the American Museum of Natural History 245: 1-330. Web version - Abstract, PDF